# Pomorska Specjalna Strefa Ekonomiczna

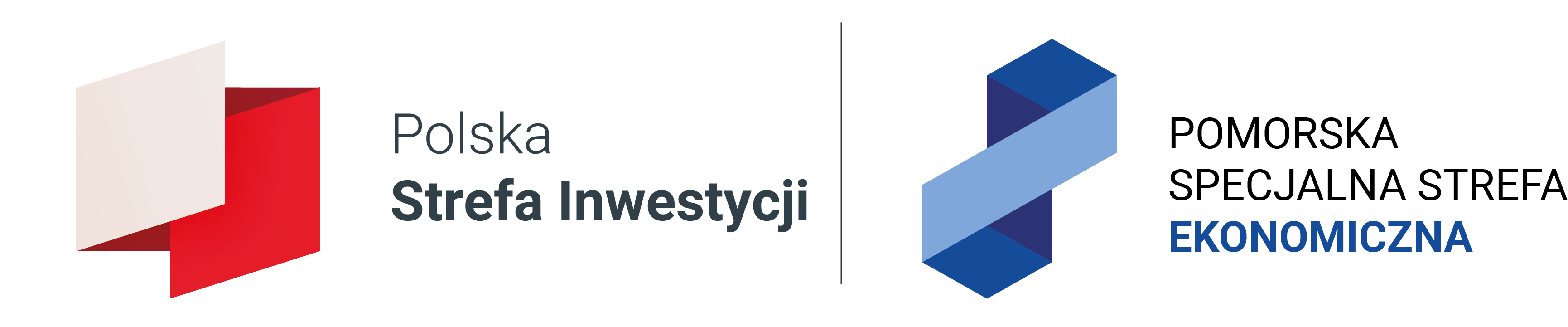
Logotyp Pomorskiej Specjalnej Strefy Ekonomicznej, która jest częścią Polskiej Strefy Inwestycji

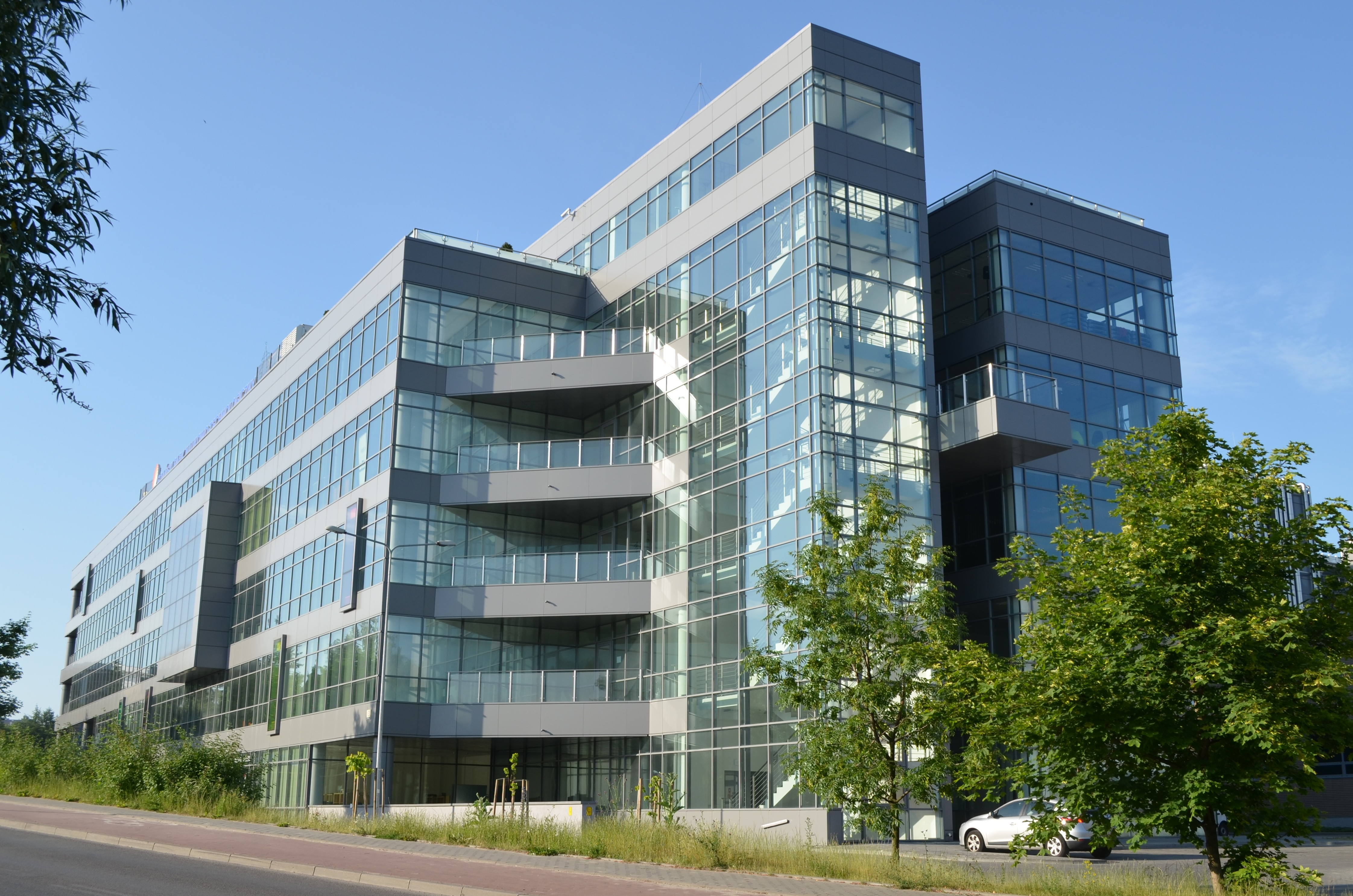
Budynek Gdańskiego Parku Naukowo-Technologicznego

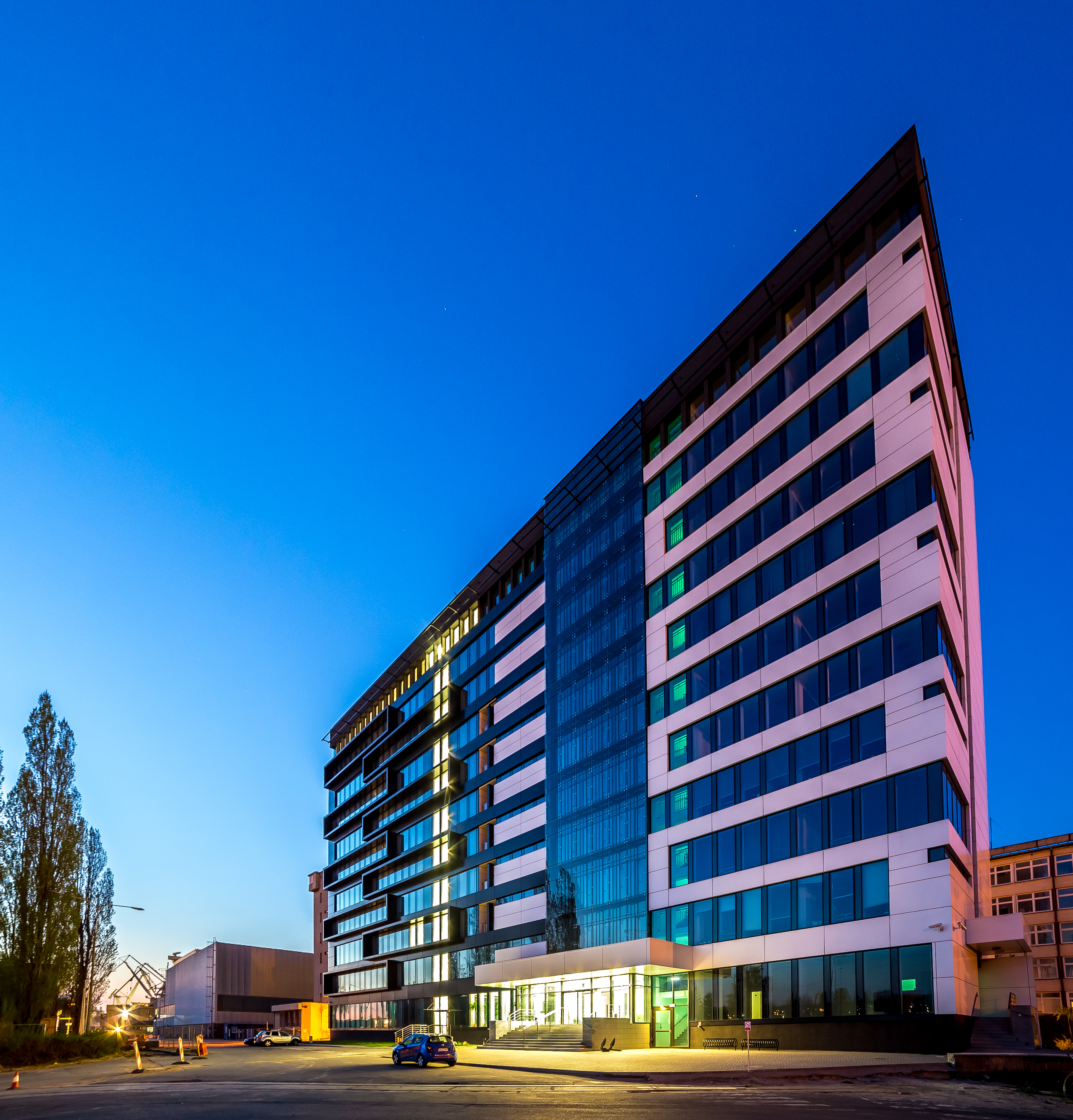
Budynek Bałtyckiego Portu Nowych Technologii

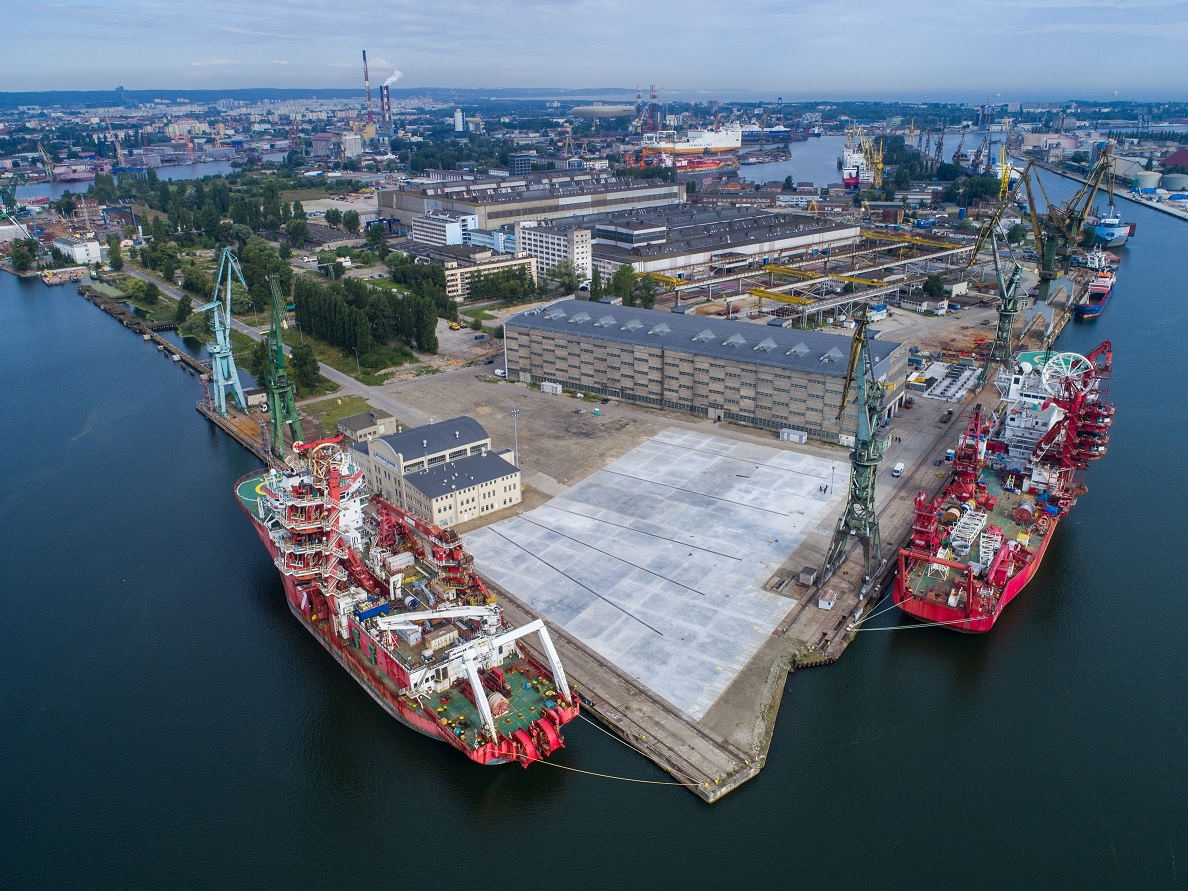
Płyta montażowa na Wyspie Ostrów wybudowana w ramach rewitalizacji terenów stoczniowych

Pomorska Specjalna Strefa Ekonomiczna (PSSE) – część Polskiej Strefy Inwestycji, jeden z 14 podmiotów regionalnych, odpowiedzialnych za kompleksową obsługę inwestorów. Działa na terenie województwa kujawsko-pomorskiego i we wschodniej części województwa pomorskiego (łącznie 226 gmin). Jej zadaniem jest wsparcie przedsiębiorczości, poprzez tworzenie atrakcyjnych do rozwoju małych, średnich i dużych firm m.in. poprzez zwolnienie z podatku dochodowego (CIT i PIT) oraz możliwość rozwoju przedsiębiorstwa bez konieczności zmiany lokalizacji.

## Obszar zarządzania
Pomorska Specjalna Strefa Ekonomiczna zarządza obszarem obejmującym: 
- powiaty: aleksandrowski, brodnicki, bydgoski, chełmiński, chojnicki, gdański, golubsko-dobrzyński, grudziądzki, inowrocławski, kartuski, kwidzyński, lipnowski, malborski, mogileński, nakielski, nowodworski (woj. pomorskie), pucki, radziejowski, rypiński, sępoleński, starogardzki, sztumski, świecki, tczewski, toruński, tucholski, wąbrzeski, wejherowski, włocławski, żniński;
- miasta na prawach powiatu: Bydgoszcz, Gdańsk, Gdynia, Grudziądz, Sopot, Toruń, Włocławek[3].

## Władze Spółki
- Mirosław Kamiński – Prezes Zarządu
- Błażej Konkol – Wiceprezes Zarządu
- Michał Szczupaczyński – Członek Zarządu[4]

## Historia
W 1997 r. rząd Włodzimierza Cimoszewicza ustanowił Specjalną Strefę Ekonomiczną "Tczew" oraz "Żarnowiec". Początkowo działała pod nazwą Specjalna Strefa Ekonomiczna Żarnowiec-Tczew, w chwili przyłączenia kolejnych terenów zadecydowano o zmianie nazwy na obecną. W 2001 r. połączono obie strefy w Pomorską Specjalną Strefę Ekonomiczną. 

## Główni inwestorzy PSSE
Główni inwestorzy ze względu na poniesione nakłady na terenie Pomorskiej Specjalnej Strefy Ekonomicznej
| Inwestor                             | Kwota nakładów      |
| ------------------------------------ | ------------------- |
| Mondi Świecie                        | 1 843 371 015,00 zł |
| Bridgestone Stargard                 | 1 684 532 824,75 zł |
| Zakłady Farmaceutyczne Polpharma     | 905 292 625,32 zł   |
| Plastica                             | 554 566 516,68 zł   |
| International Paper Cellulose Fibers | 459 231 253,17 zł   |
| Ciech Soda Polska                    | 415 949 003,76 zł   |
| Lafarge Cement                       | 410 919 149,00 zł   |
| Solvay Poland                        | 401 928 994,04 zł   |
| International Paper-Kwidzyn          | 347 335 920,83 zł   |
| Cargotec Poland                      | 283 535 623,00 zł   |

## Oferta PSSE
- Zwolnienie z podatku dochodowego;
- Doradztwo inwestycyjne;
- Atrakcyjne tereny inwestycyjne z rozbudowaną infrastrukturą;
- Pomoc w znalezieniu wykwalifikowanych pracowników;
- Lokalizacja w pobliżu portów morskich i międzynarodowych portów lotniczych;
- Promocja na rynku polskim i zagranicznym;
- Sieć partnerów i podwykonawców;
- Parki Naukowo-Technologiczne (GPN-T oraz BPNT);
- Centrum Programowania Robotów Przemysłowych oraz laboratoria MOLANOTE.

## Gdański Park Naukowo-Technologiczny
Gdański Park Naukowo-Technologiczny im. Prof. Hilarego Koprowskiego (GPN-T) jest rozwinięciem oferty usługowej oraz inwestycyjnej Pomorskiej Specjalnej Strefy Ekonomicznej. To nowoczesny ośrodek wspierający rozwój przedsiębiorczości i innowacyjności, miejsce współpracy podmiotów społecznych, gospodarczych, naukowo-badawczych oraz samorządowych w zakresie budowania, kształtowania przestrzeni informacyjnej oraz promowania zaawansowanych rozwiązań technologicznych. Oferuje:
- Nowoczesne powierzchnie biurowe i laboratoryjne;
- Inkubator Technologiczny;
- Data Center;
- Centrum Konferencyjno-Szkoleniowe;
- Co-work;
- Punkt Informacyjno-Konsultacyjny;
- Wsparcie na zasadach pomocy de minimis;
- Akcelerację start-upów;
- Pomoc w nawiązaniu współpracy z instytucjami naukowymi i akademickimi;
- Przedszkole i żłobek.

## Bałtycki Port Nowych Technologii
Bałtycki Port Nowych Technologii (BPNT) to projekt Pomorskiej Specjalnej Strefy Ekonomicznej (PSSE), wspierający odbudowę i rozwój przemysłu stoczniowego. Stanowi zaplecze dla firm działających na terenach stoczni, oferuje pomoc we wdrażaniu i transferze nowych technologii, laboratoria badawcze, przestrzenie biurowe oraz sale konferencyjne.
Oprócz korzyści wynikających z działalności w PSSE, atutem BPNT jest lokalizacja w pobliżu portów i centrów logistycznych. Port dysponuje infrastrukturą do prowadzenia działalności produkcyjnej, połączeniami komunikacyjnymi z centrum Gdyni, Obwodnicą Trójmiasta i lotniskiem. Na jego terenie znajdują się firmy głównie z branży stoczniowej I jej pokrewnych – Stocznia Crist, Stocznia Nauta, VistaI, Hydromega, Gafako oraz Energomontaż.
BPNT współpracuje z władzami samorządowymi, uczestniczy w działaniach Klastra Morskiego, który skupia firmy branży morskiej i offshore oraz koordynuje współpracę przedsiębiorstw, samorządu terytorialnego, uczelni wyższych i instytucji otoczenia biznesu.

## Wyspa Ostrów
Pomorska Specjalna Strefa Ekonomiczna sp. z o.o. wykupiła od Stoczni Gdańsk większość gruntów znajdujących się na Wyspie Ostrów. Trwają prace projektowe związane z przygotowaniem infrastruktury technicznej dla inwestorów. Zagospodarowanie tego terenu jest inwestycyjną częścią strategii rewitalizacji i rozwoju wpisującej się w program wsparcia przemysłu w zgodzie z przyjętą przez Parlament tzw. uchwałą stoczniową, umożliwiającą np. zwolnienie stoczni z podatku VAT.
PSSE Media Operator Sp. z o.o. w imieniu PSSE zajmuje się zarządzaniem nieruchomościami na Wyspie Ostrów – odpowiada m.in. za bieżącą obsługę nieruchomości i infrastruktury przesyłowej, a także prowadzi prace nad przygotowaniem do realizacji projektu jej rewitalizacji.

## Centrum Programowania Robotów Przemysłowych
Centrum Programowania Robotów Przemysłowych (CPRP) na Wyspie Ostrów w Gdańsku zostało powołane przez Pomorską Specjalną Strefę Ekonomiczną przy współpracy z Instytutem Maszyn Przepływowych Polskiej Akademii Nauk. Działanie to jest odpowiedzą na potrzeby rynku w rzeczywistości Przemysłu 4.0. Robotyzacja wkroczyła już do wielu branż i zaczyna obejmować kolejne. Według ekspertów, wkrótce roboty pojawią się w każdej z nich, a większość stanowisk pracy zostanie zautomatyzowana. Dlatego już dziś konieczne jest kształcenie kadr dla przemysłu 4.0., także w zakresie programowania i obsługi robotów. Centrum Programowania Robotów Przemysłowych to jeden z pierwszych takich ośrodków w Polsce, który umożliwia podnoszenie kompetencji pracowników, a także pomaga uczniom szkół branżowych w obraniu ścieżki kariery związanej z automatyką oraz robotyką. Centrum dodatkowo posiada w swojej ofercie zajęcia z druku 3D, czyli kolejnej części przemysłu przyszłości. Powołanie CPRP jest również elementem projektu rewitalizacji obszarów postoczniowych. 
Centrum Programowania Robotów Przemysłowych to miejsce, w którym zajęcia prowadzone są przez wykwalifikowaną kadrę ekspertów z zakresu robotyki oraz druku 3D dla uczniów, nauczycieli, przedsiębiorców oraz pracowników. 
CPRP dysponuje robotem Fanuc M-20iA, robotem ABB IRB120 wraz z wielomodułowym laserem światłowodowym redEnergy G3, drukarką 3D Stratasys Fortus 400mc oraz oprogramowaniem FANUC ROBOGUIDE.

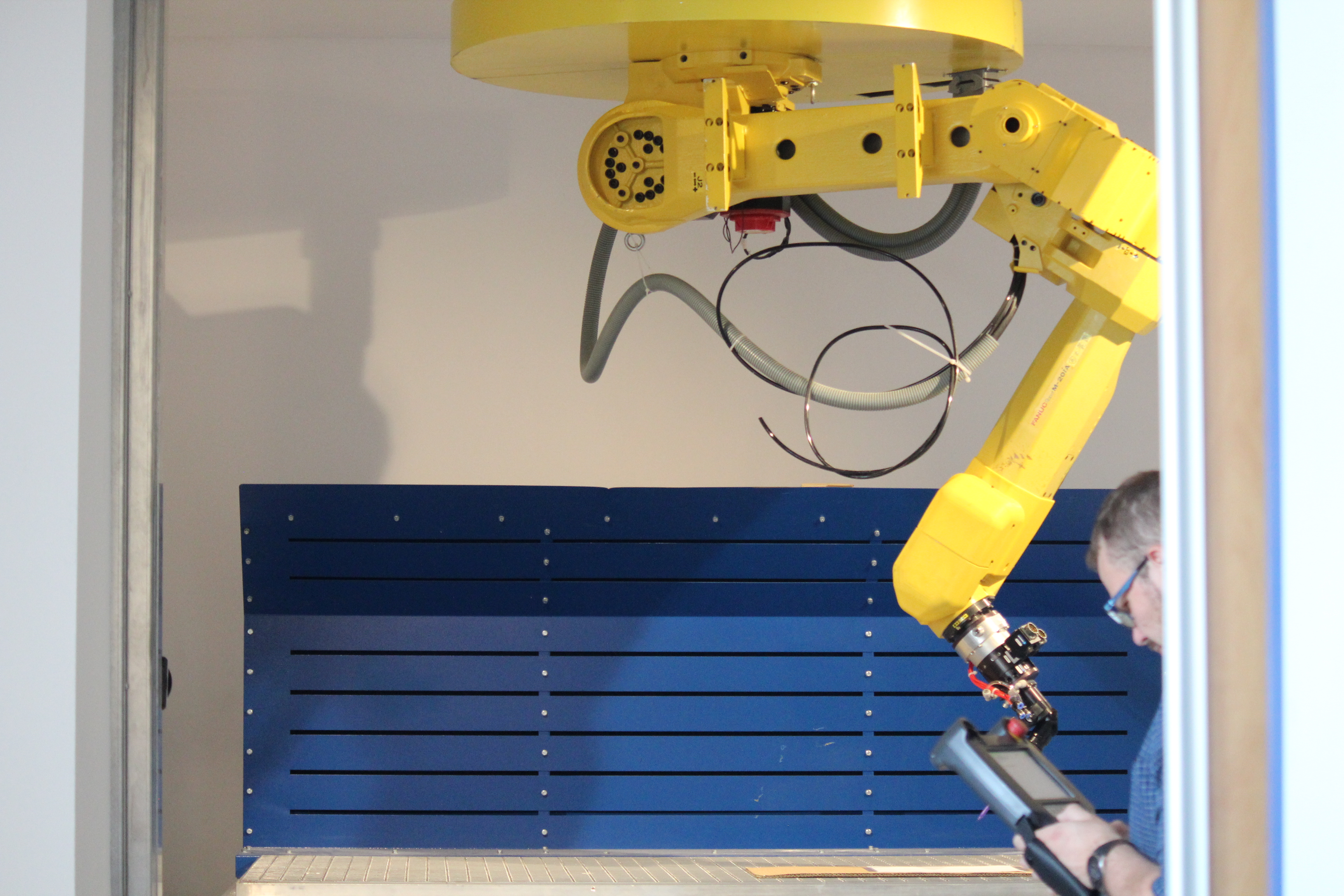
Robot przemysłowy FANUC w Centrum Programowania Robotów Przemysłowych